# USS Capps (DD-550)
Lepanto (D21) à partir de 1957
Pour les articles homonymes, voir Capps.
L'USS Capps (DD-550) est un destroyer de la classe Fletcher en service dans la Marine des États-Unis (US Navy) pendant la Seconde Guerre mondiale. Il a été nommé en l'honneur du rear admiral (contre-amiral) Washington L. Capps (1864–1935), un officier de la marine américaine qui a servi pendant la guerre hispano-américaine et la Première Guerre mondiale.

## Construction
Sa quille est posée le 12 juin 1941 au chantier naval Gulf Shipbuilding Corporation de Chickasaw - Alabama, dans l'état d'Alabama. Il est lancé le 31 mai 1942; parrainé par Mme C. G. Stokes, et mis en service le 23 juin 1943 et intégré à la Flotte de l'Atlantique (Atlantic Fleet).

## Historique

### Service dans la marine américaine
Le Capps quitte New York le 7 septembre 1943 pour entamer les opérations qui l'amèneront à combattre les forces de l'Axe des deux côtés du monde, en naviguant en convoi vers Scapa Flow, en Écosse. Il arrive le 17 septembre pour des exercices avec la Home Fleet britannique. Au sein d'une force opérationnelle mixte composée de navires américains et d'autres navires alliés, dirigée par le porte-avions USS Ranger (CV-4). Le Capps quitte Scapa Flow le 3 octobre pour traverser le cercle polaire arctique afin de mener le premier raid sur les navires allemands dans le port norvégien de Bodø, où du charbon et du minerai de fer sont chargés à destination de l'Allemagne. Les navires et les quais ont brûlé et coulé, mais le Capps est rentré à Scapa Flow indemne des attaques aériennes allemandes. Le 7 octobre, le Capps s'élance avec trois autres destroyers vers Gibraltar, d'où ils escortent deux cuirassés britanniques et deux porte-avions jusqu'à Scapa Flow. Ainsi renforcée, la Home Fleet, avec le Capps en compagnie, se rendit dans les eaux septentrionales du 29 octobre au 8 novembre pour surveiller le mouvement d'un convoi à destination de Mourmansk et pour chasser les cuirassés allemands Tirpitz et Scharnhorst.
Le Capps a été détaché à Scapa Flow le 22 novembre 1943 et s'est rendu à Boston, où il est arrivé le 4 décembre. Vingt jours plus tard, il fait route vers la Nouvelle-Orléans, où il rejoint l'escorte d'un convoi de troupes à destination de Pearl Harbor, où il arrive le 20 janvier 1944. Gardant un autre convoi, le Capps navigue jusqu'à Funafuti, d'où il part patrouiller au large de Tarawa, Makin et Kwajalein lors de l'assaut de ces îles pour l'ouverture de l'opération des îles Marshall. Forcé de retourner à San Francisco à cause d'une avarie de chaudière, le Capps reprit du service à Majuro le 23 avril et fut affecté à des patrouilles d'escorte, anti-sous-marines et anti-aériennes dans la zone. Les convois l'amènent à Pearl Harbor en mai et le ramènent à Eniwetok le 14 juin. Basé à Eniwetok, le destroyer a contrôlé les forces de service soutenant l'invasion des Mariannes, puis s'est déplacé vers Manus en août pour continuer les opérations avec le groupe logistique de la 3e Flotte (3rd Fleet) dans les opérations de l'ouest des Carolines. Les navires dont le Capps protégeait les forces armées menèrent les attaques cruciales sur les bases japonaises qui préparèrent l'opération de Leyte, et le Capps lui-même rejoignit l'écran de protection d'un groupe de porte-avions pour des frappes aériennes sur Manille le 25 novembre. Il poursuivit ses activités au sein de la 3e Flotte jusqu'à la fin de l'année, lorsqu'il se présenta pour un mois de service à la station de piquet radar, au sauvetage air-mer et à l'escorte de convois de Saipan à Guam, Eniwetok et Ulithi. Le 1er février 1945, il se présente à Ulithi pour s'entraîner avec les équipes de démolition sous-marine (Underwater Demolition Team) en vue de l'invasion d'Iwo Jima, pour laquelle il appareille le 14 février.
Arrivé au large d'Iwo Jima le 16 février 1945, le Capps a participé au bombardement intensif précédant l'invasion. Ses équipes de démolition sous-marine ont été habilement débarquées et ont commencé leur travail de préparation des plages pour l'assaut, et le Capps est resté sur la ligne de tir pendant 3 semaines, lançant plus de 2 600 projectiles de 5 pouces dans les grottes et les flancs des collines de l'île défendue avec ténacité. Ses canons antiaériens repoussent presque chaque nuit les attaques aériennes et les raids de bombardement, et chaque nuit, des tirs d'illumination presque constants sont lancés pour empêcher les attaques surprises sur le rivage.
Avec seulement 8 jours de ravitaillement derrière lui, le Capps navigue dans l'escorte des porte-avions destinés à l'invasion d'Okinawa. Pendant les 82 jours qui suivirent, interrompus seulement par 6 heures d'ancrage à Kerama Retto. Le Capps navigue dans les eaux minées au sud du Nansei Shoto, surveillant les porte-avions d'escorte, sauvant les aviateurs abattus et repoussant les attaques des kamikazes. Bien qu'un kamikaze ait explosé à proximité du navire le 3 avril 1945, le Capps est sorti indemne de l'opération. Ordonné pour une révision aux Etats-Unis, le Capps arrive à San Pedro, en Californie, le 9 juillet. Il est désarmé et mis en réserve à Long Beach le 15 janvier 1947, et est prêté à l'Espagne dans le cadre du Programme d'Assistance Militaire (Military Assistance Program) le 15 mai 1957.

### Service dans la marine espagnole
Le navire a servi dans la marine espagnole (Armada Española) sous le nom de Lepanto (D21), nommé d'après la bataille de Lépante de 1571, au cours de laquelle la Sainte-Ligue menée par l'Espagne a vaincu l'Empire ottoman. 
Il faisait partie du 21e escadron de destroyers, basé à Carthagène. En avril 1977, au cours des manœuvres du Phiblex A-77, il s'échoue sur la côte d'Almería, au large de Carboneras, à la suite d'une erreur de radar, et est renfloué.
Il est rayé du registre des navires (Naval Vessel Register) de la marine américaine le 1er octobre 1972.
Le 11 janvier 1978, il quitte Carthagène en compagnie de la frégate Extemadura et du destroyer Almirante Valdés de la même classe, à destination de Barcelone pour participer à l'inauguration du Salon nautique international. Le 9 août 1978, il participe à des exercices anti-sous-marins dans les eaux de Carthagène avec la frégate Extremadura, le destroyer Roger de Lauria, le Dédalo et le sous-marin américain USS Shark.
En octobre 1978, il participe au sauvetage de l'équipage du bateau de pêche Génesis de Huelva, mitraillé alors qu'il pêchait au large du Sahara. En 1980, il est transféré aux Forces de surveillance maritime et sert de patrouilleur de haute mer dans la zone de la mer Cantabrique. 
Le 12 décembre 1983, alors qu'il était au mouillage à Ferrol, il a été victime d'un incendie qui s'est déclaré dans la cuisine et a principalement touché la zone de la cabine, et qui a été maîtrisé après 5 heures. 
Il a été désarmé le 31 décembre 1985, puis mis à la ferraille.

## Décorations
Le Capps a reçu 7 battle stars (étoiles de combat) pour son service pendant la Seconde Guerre mondiale.